# 李越挺
李越挺博士，C.B.E.，JP英語：（1938年2月18日—2024年9月17日），前香港教育署長。
1955年畢業於聖若瑟書院，1960年入職教育司署助理教育主任，於1987至1992年間出任教育署署長，是首位由該署基層職系晉升至署長級的華人公務員
。退休後，出任香港李寶椿聯合世界書院校董，其後更出任萬鈞教育基金主席。2005年獲香港教育學院頒授榮譽教育學博士學位，以表彰他對推動香港落實普及教育的貢獻。
李越挺於2024年9月17日在養和醫院病逝，享年86歲，時任教育局局長蔡若蓮翌日在其facebook專頁發表訃文，文中讚揚李越挺畢生奉獻教育界，對香港教育的發展建樹良多；任內促成多所師範學院合併，推動高中教育和相應的教師培訓，並提出在小學編制加入學位教師職位。

## 爭議
在1992年5月8日香港暴雨中，皇家香港天文台曾經錄得一小時內高達109.9毫米的雨量紀錄，打破1966年6月12日所錄得的108.2毫米的當時雨量紀錄。當天於堅尼地道及碧瑤灣發生山泥傾瀉，其中於堅尼地道近皇后大道東，山泥壓向一輛私家車，私家車司機死亡；而碧瑤灣近第44座的斜坡，山泥沖向住宅，亦造成多人傷亡。當天早上教育署沒有宣佈停課，學生要冒著暴雨下上學，而不少學生則因為水浸及山泥傾瀉而無法上學，其後教育署於下午才宣佈停課，時任教育署署長的李越挺在立法局面對議員質疑時以「我不是神仙」回應，稱無法了解全港情况，備受各界抨擊，及後提早退休。
事件後不久天文台建立新一套暴雨警告系統，1992至1997年只設紅雨及黑雨警告，至1998年暴雨警告系統修訂，加入黃雨警告而且具預測成份，取代1967年起使用的舊警告。